# Timmiella flexiseta
Timmiella flexiseta är en bladmossart som beskrevs av Limpricht 1888. Timmiella flexiseta ingår i släktet Timmiella och familjen Pottiaceae. Inga underarter finns listade i Catalogue of Life.